# Jiří Holub (diplomat)
Jiří Holub (* 3. dubna 1944 Praha) je český diplomat, politik a překladatel.

## Život
V roce 1961 absolvoval gymnázium a poté studoval germanistiku, rusistku a arabistiku na Filozofické fakultě Univerzity Karlovy v Praze. Pracoval jako učitel na Státní jazykové škole v Praze, působil jako překladatel a tlumočník. V roce 1975 vstoupil do Československé strany socialistické, za kterou působil jako člen místního národního výboru v Měchenicích. Po Sametové revoluci v roce 1989 byl přijat do diplomatického sboru Ministerstva zahraničních věcí. V letech 1990–1992 působil jako československý titulární velvyslanec v Římě. Mimo jiné se podílel na nové smlouvě o přátelství mezi Itálii a Československem. V roce 1994 byl z Říma již jako český velvyslanec odvolán z důvodů údajného pozitivního výsledku lustračního osvědčení ve spojitosti se spoluprací s režimem před rokem 1989.

## Vyznamenání
- Rytíř velkokříže Řádu zásluh o Italskou republiku (23. března 1993)[3]